# Rissa
Racci rodu Rissa jsou středně velké druhy racků, hnízdící v arktických oblastech Evropy, Asie a Severní Ameriky. Jedná se o jeden z bazálních rodů, který se od ostatních racků oddělil již v dávné minulosti. V současnosti se rozlišují dva druhy, jejichž blízkou příbuznost a bazální postaven mezi racky prokázaly i analýzy DNA:
- racek tříprstý, Rissa tridactyla – hnízdí v oblastech Arktidy od Kanady po severní Rusko
- racek rudonohý, Rissa brevirostris – hnízdí v oblasti Beringova moře